# Tutta l’Italia
Tutta l’Italia – singel włoskiego DJ-a Gabry’ego Pontego wydany 31 stycznia 2025 roku, nakładem wytworni Gekai i Warner Music. Kompozycja reprezentowała San Marino w 69. Konkursie Piosenki Eurowizji (2025).

## Konkurs Piosenki Eurowizji
25 lutego 2025 utwór zakwalifikował się do finału sanmaryńskich preselekcji Una Voce per San Marino. 8 marca 2025 piosenka zwyciężyła finał preselekcji uzyskując tym samym prawo do reprezentowania San Marino w Konkursie Piosenki Eurowizji 2025. Teledysk do utworu wyreżyerowany przez Attilio Cusani został opublikowany 13 marca 2025 na kanale Eurovision Song Contest.

## Notowania
| Kraj       | Lista (2025)                      | Najwyższa pozycja |
| ---------- | --------------------------------- | ----------------- |
| Grecja     | IFPI Greece International         | 94                |
| Islandia   | Tónlistinn                        | 27                |
| Litwa      | Singlų Top 100                    | 32                |
| Litwa      | Radio Airplay (Tophit)            | 25                |
| San Marino | San Marino Airplay (SMRTV Top 50) | 41                |
| Szwecja    | Sverigetopplistan                 | 91                |
| Włochy     | FIMI                              | 14                |
| Włochy     | Italy Airplay (EarOne)            | 23                |

| Kraj  | Lista (2025)           | Najwyższa pozycja |
| ----- | ---------------------- | ----------------- |
| Litwa | Radio Airplay (Tophit) | 57                |